# Butuh (Mojosongo)
Butuh is een bestuurslaag in het regentschap Boyolali van de provincie Midden-Java, Indonesië. Butuh telt 2298 inwoners (volkstelling 2010).